# Embia tyrrhenica
Embia tyrrhenica is een insectensoort uit de familie Embiidae, die tot de orde webspinners (Embioptera) behoort. De soort komt voor in Italië en Kroatië.
Embia tyrrhenica is voor het eerst wetenschappelijk beschreven door Stefani in 1953.